# Lowayé
Lowayé (auch: Loayé) ist ein Weiler im Arrondissement Niamey V der Stadt Niamey in Niger.

## Geographie
Der Weiler befindet sich im Osten des ländlichen Gebiets von Niamey V. Zu den umliegenden Siedlungen zählen die Weiler Banzoumbou im Nordwesten, Djolongou im Südwesten und Lougol im Westen. Bei Lowayé verläuft das 20 Kilometer lange Trockental Saga Gourma Gorou, das hinter dem Dorf Saga Gourma in den Fluss Niger mündet.

## Bevölkerung
Bei der Volkszählung 2012 hatte Lowayé 605 Einwohner, die in 61 Haushalten lebten. Bei der Volkszählung 2001 betrug die Einwohnerzahl 280 in 42 Haushalten.

## Wirtschaft und Infrastruktur
Im Weiler gibt es eine Grundschule.